# فريديريك جونسون
فريديريك جونسون (بالسويدية: Fredric Jonson)‏ (15 يوليو 1987 بستوكهولم في السويد - ) هو لاعب كرة قدم سويدي في مركز الدفاع. لعب مع نادي برومابويكارنا ونادي فاسالوندس ونادي سوندسفال ‏.